# Djer
Djer (auch Hor-djer) ist der Horusname eines altägyptischen Königs (Pharaos) der 1. Dynastie (Frühdynastische Zeit), welcher um 2980/60 v. Chr. regierte. Während seiner langen Regierungsdauer führte er viele Neuerungen ein.

## Name und Identität

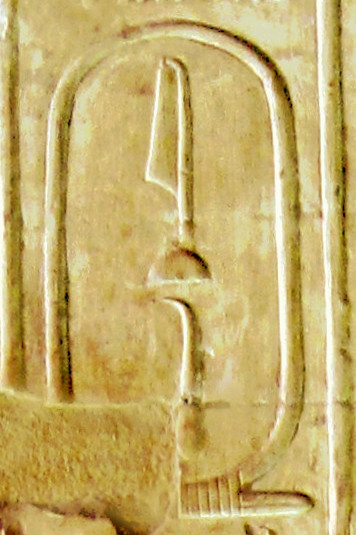
Eigenname Iteti in der Abydos-Liste.

Auf dem Kairostein steht neben dem Horusnamen des Djer ein weiterer Name, der möglicherweise eine frühe Form des späteren Goldnamens darstellte: Ni-nebu („Der Goldene“). Ähnlich wie bei Ninetjer aus der 2. Dynastie sind sich die Ägyptologen bei der Zuordnung des Namens in seiner Funktion sehr unsicher, da der Goldname als Titulatur erst unter Djoser (3. Dynastie) eingeführt wurde.
Der Kairostein nennt auch den möglichen Eigennamen des Herrschers, der mit „Iteti“ wiedergegeben wird und in einer Kartusche steht. Hierbei handelt es sich jedoch um einen Anachronismus, da die Schreibung des Königsnamens in Kartuschen erst unter Pharao Huni gegen Ende der 3. Dynastie eingeführt wurde.

## Herkunft und Familie
Die Mutter des Djer mag eine Dame namens Chenethapi gewesen sein. Ihr Name erscheint allerdings bislang nur auf dem berühmten Kairostein und sie ist zeitgenössisch nicht belegt. Verheiratet war Djer offenbar mit einer Prinzessin namens Herneith, sowie möglicherweise mit einer Dame namens Penebui. Deren Tod wird auf einem Jahrestäfelchen aus Elfenbein erwähnt. Als mögliche Nachkommen des Djer werden unter anderem Königin Meritneith und Pharao Wadji angesehen.

## Belege
Felszeichnungen des Djer fand man am 2. Katarakt am Nil (heute im Nationalmuseum Khartum). Sein Name erscheint auch im Wadi Halfa, was Expeditionen bis nach Nubien belegt. Weitere Funde aus seiner Zeit sind aus Abydos und Sakkara bekannt. 2012 wurde eine Inschrift mit dem Namen von Djer auf der südlichen Sinai-Halbinsel entdeckt.

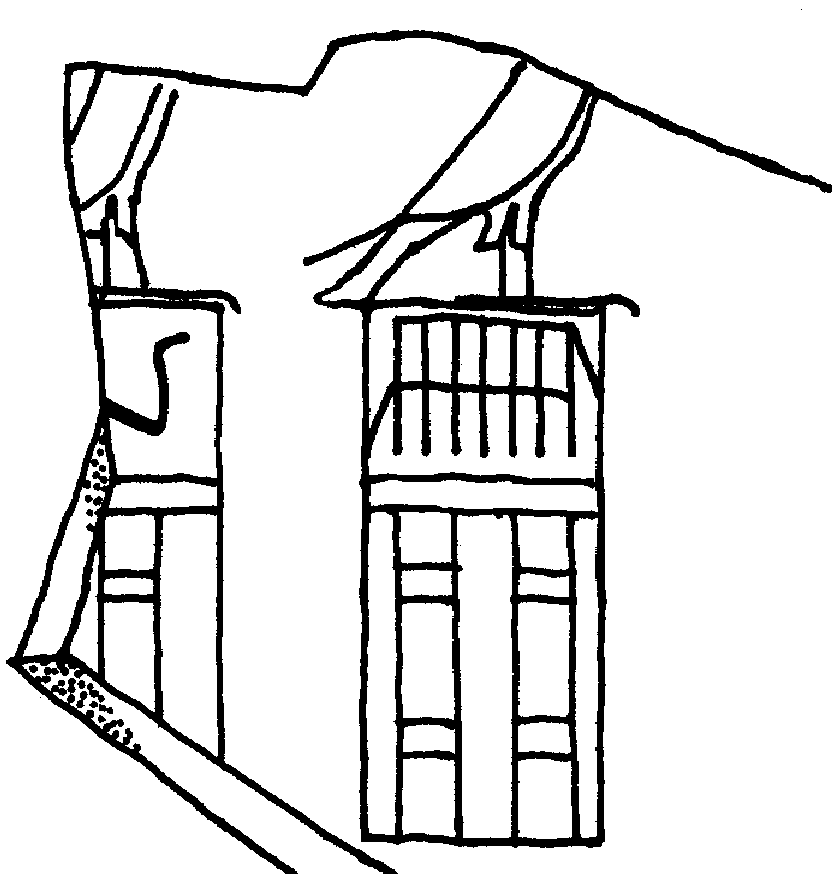
Schieferfragment K-5089 mit den Horusnamen der Könige Wadji und Djer
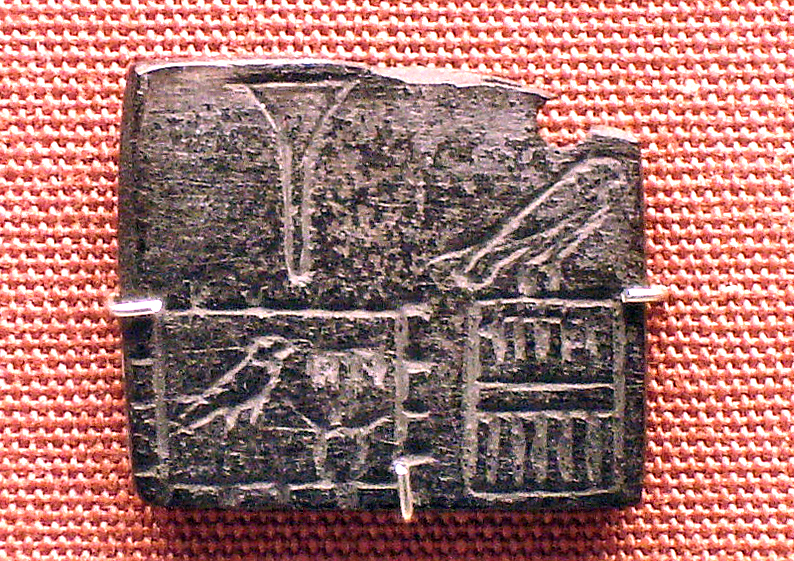
Elfenbeintäfelchen mit der Beischrift „Die Domäne ‚Herz-des-Horus-Djer‘ gedeiht“.

## Regierungszeit
Djer regierte sehr lange; die Ägyptologie geht von 54 Jahren aus. Dies ergibt sich aus den Aufzeichnungen und Rekonstruktionen des Kairosteins und des Palermosteins. So sind neun Jahre auf dem Kairo-Fragment Nr. 1 (C1 / K1 = Kairostein) erhalten, zehn weitere auf dem Palermostein. Die Eintragungen belegen, dass unter Djer die Tradition eingeführt wurde, alle zwei Jahre das Horusgeleit zu feiern. Djer gründete die königliche Domäne Semer-netjeru („Vortrefflicher der Götter“), sowie die neue königliche Residenz Hor-sechentj-dju („Horus überragt die Berge“). Verwaltet wurde die Residenz vom hohen Beamten Amka. Djer gab auch mehrere Expeditionen in den Sinai in Auftrag. Dort fand sich auch eine Felsinschrift mit seinem Namen. In seinem Grab (und dem seiner Tochter Meritneith) fanden sich Schmuckstücke aus Türkis, das traditionellerweise aus dem Sinai stammt.
Aus einem Kalendereintrag geht Djers Todesdatum vom 7. Peret III hervor. Die Regierungszeit seines Nachfolgers Wadji begann am 22. Peret IV. Da auf dem Annalenstein ansonsten bei einem Regierungswechsel innerhalb des Kalenderjahres die Regierungszeiten zweier Könige 365 Tage ergeben, bleiben die Gründe für die Differenz von 45 Tagen unklar. In den Pyramidentexten des Alten Reiches wird eine Einbalsamierungsdauer von 70 Tagen genannt, die jedoch bei nur 45 Tagen Regierungszeitdifferenz nicht für eine Mumifizierung eingehalten werden konnte. Siegfried Schott vermutet deshalb ein Interregnum von 1 Jahr, 1 Monat und 15 Tagen. Daneben bleibt die Frage, ob bereits der altägyptische Kalender mit dem zugehörigen Wandeljahr in Gebrauch war oder ob sich die Datierungen auf den ebenfalls 365 Tage umfassenden Sothis-Mondkalender beziehen.

## Das Grab
Das Grab des Königs Djer befindet sich in Umm el-Qaab bei Abydos unter der Bezeichnung Tomb O. Es verfügt über 318 Nebenbegräbnisse für Gefolgsleute und galt in späteren Dynastien als Grab des Totengottes Osiris. Es besteht aus einer Grabkammer mit den Maßen 12 × 13 m, welche damit die größte Grabkammer der 1. Dynastie ist. Etwa 1,5 km nördlich der Königsgräber von Abydos wurde ein Talbezirk aus dieser Epoche ausgegraben, der wohl als Kultanlage zum Grab gehörte.
Wie schon bei Menes ordnete man früher auch Djer zwei Gräber zu: das oben erwähnte Grab O in Abydos und das Grab Nr. 3471 in Sakkara. Die Forschung tendiert jedoch gerade in den letzten Jahren stark dazu, in Sakkara die Grabanlagen hoher Beamter zu sehen. Im Grabbezirk wurde eine Stele des Djer gefunden. Sie ist die bislang früheste Grabstele dieser Art. Ein besonderer Fund ist ein Feuerstein-Messer mit vergoldetem Griff, auf dem der Name des Djer eingraviert ist. Im letzten Jahrhundert wurde eine Basaltplastik entdeckt (die unter dem Namen „Osirisbett“ bekannt ist). Die Plastik wurde zunächst in die 25./26., später in die 13. Dynastie datiert, also ca. tausend Jahre nach dem Tod des Königs Djer. Sie ist heute im Ägyptischen Museum in Kairo zu sehen.

Messerklinge aus Feuerstein mit vergoldetem Griff aus Djers Grab
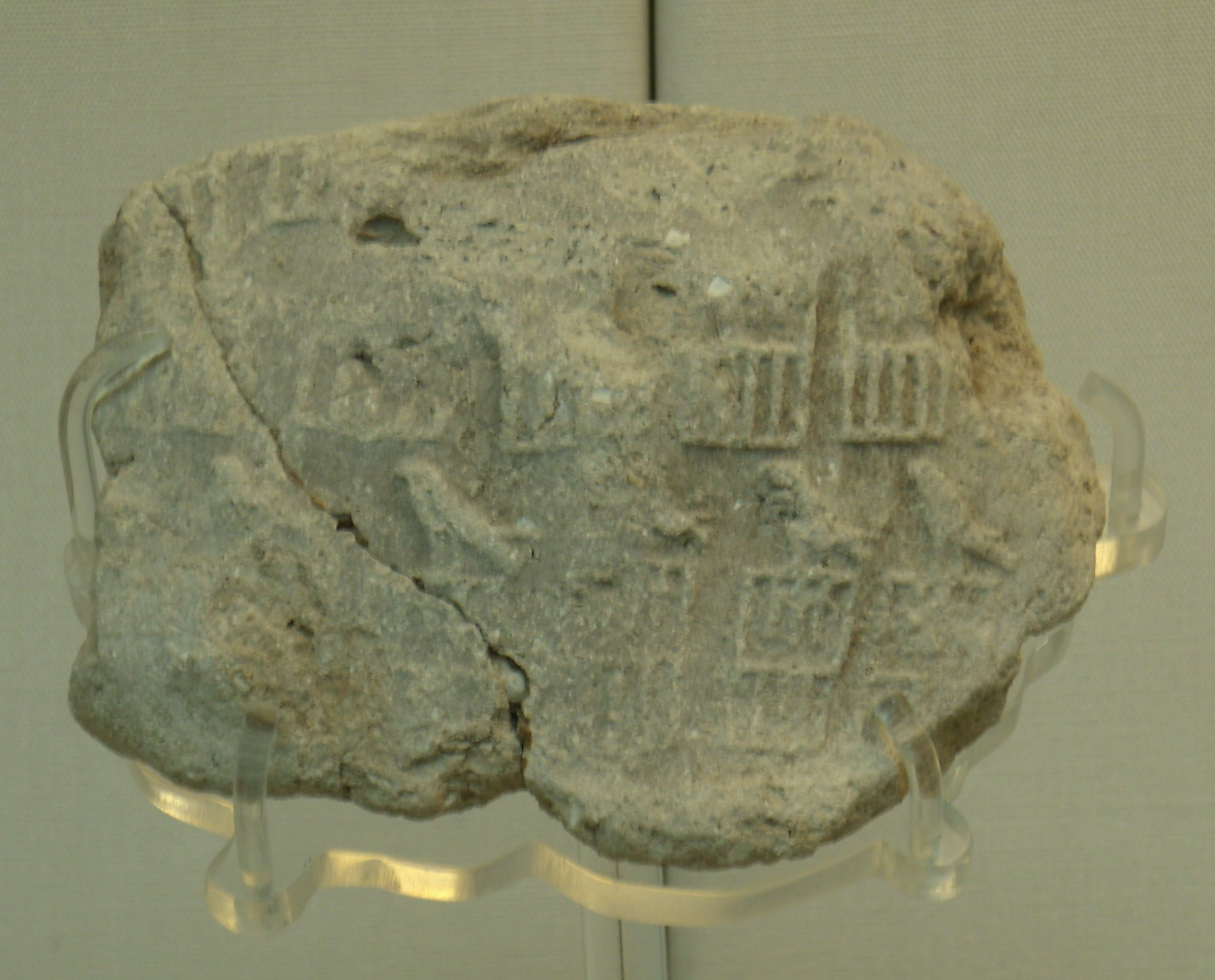
Siegelabdruck mit den Namen des Djer
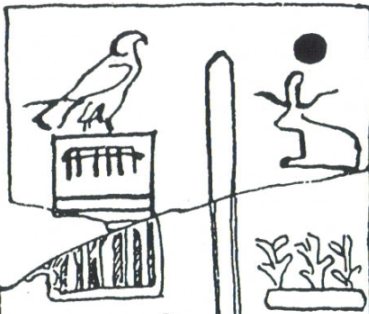
Elfenbeintäfelchen des Djer mit Sopdet als „Jahresöffner“.
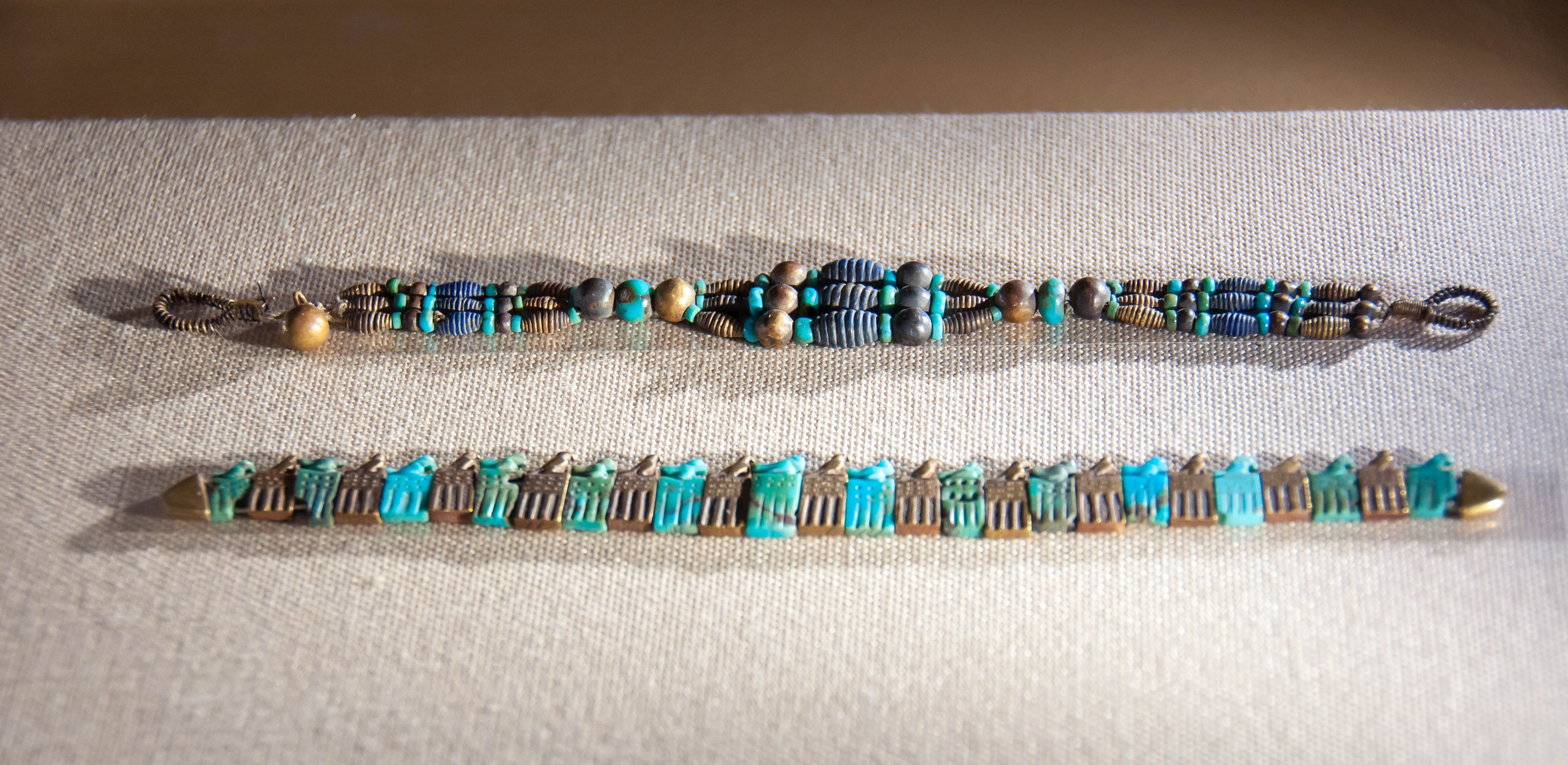
Armband des Djer, gefunden an einem mit Leinen eingebundenen Unterarm einer weiblichen Mumie der Königsfamilie

Daneben fanden Archäologen in Djers Grabanlage die sogenannte Opferplakette des Djer, auf der zu sehen ist, wie ein Gefangener rituell getötet wird. In einem darunter folgenden Register werden dem – offenbar verstorbenen – König mehrere Totems dargereicht: Eine Himmelsleiter, eine mumiengestaltige Kultstatue, ein Nar-Wels, eine Pelikan-Statuette und ein königlicher Speer. Im dritten Register werden weitere Totems überreicht, darauf folgt die Meldung, dass zwei Prinzessinnen verstorben seien. Deren Namen sind zwar eingetragen, aber derart unleserlich, dass es diesbezüglich zu heftigen Kontroversen innerhalb der Ägyptologie gekommen ist.
Außerdem ist auf einer in der Grabanlage gefundenen Plakette die bislang älteste ikonografische Darstellung von Sopdet als „Jahresgöttin“ erhalten, die im Falle des Djer mit der Jahreshieroglyphe über dem Achet-Determinativ ruht. Die Abbildung führte Ägyptologen zu der Annahme, dass spätestens unter Djer ein Jahreskalender eingeführt wurde. Richard Anthony Parker hält es für möglich, dass ein auf Sirius basierender Sothis-Mondkalender schon länger in Gebrauch war. Christian Leitz vermutet daher, dass der altägyptische Verwaltungskalender zwei Jahrhunderte später mit Sopdet als Jahresanfangsgöttin auf Grundlage eines älteren Kalendersystems erstmals Anwendung fand.
Flinders Petrie entdeckte bei der Untersuchung des Grabes im Jahr 1901 den Arm einer Mumie, mit Armbändern aus Gold und Halbedelsteinen; er vermutete, dass ein antiker Grabräuber überrascht wurde und seine Beute in einem Erdspalt versteckte. Der Schmuck befindet sich heute im Museum von Kairo, während die Mumienreste leider ohne Untersuchung blieben und mittlerweile abhandengekommen sind.